# 瑪瑺
玛瑺（穆麟德轉寫：macang，？—1769年），亦写作玛常或玛敞，满洲正白旗（一说满洲正黄旗）人，清朝军事将领，乾隆年间因平定准噶尔和回部立奇功，入紫光阁五十功臣。

## 生平
玛常乾隆二十年至二十四年携弟玛虎（玛琥）先后随鄂尔泰长子鄂容安、参赞大臣哈达哈（鄂容安弟鄂弼之岳父）、鄂实、富德等从征新疆等地平定西域之乱。乾隆帝赏其奇功，两年内由三等侍卫升二等侍卫，再擢至头等侍卫。乾隆二十三年后历任正白旗汉军副都统兼护军统领、镶蓝旗护军统领、前锋统领等职。乾隆三十年入西藏接替驻藏大臣傅景，乾隆三十二年二月因吴元澄盗用西藏库银案被革，七月又署避暑山庄副都统。三十三年病，乾隆帝派御医赴热河为玛常治病，不久卒。

## 郎世宁画《玛瑺斫阵图卷》

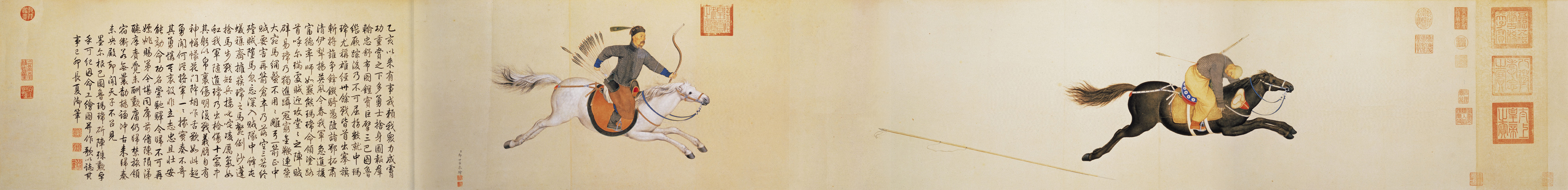
《玛瑺斫阵图卷》

《玛瑺斫阵图》现藏台湾故宫博物院，为清名画家郎世宁作，卷后有乾隆御笔颂扬玛瑺事迹。玛常为鄂尔泰家族家臣，弟玛虎，亦玛琥乃三等侍卫，因解送叛军首领阿睦尔撒纳近族台吉吹喇锡、乌勒木济到京有功加恩赏银。侄恒文为三品福州协领，乃鄂尔泰长孙福州副都统鄂岳之助手。